# Адвокат
Адвокат је титула која се данас користи у великом броју европских земаља, поготово у романским и словенским, али и у скандинавским, и представља лице које је овлашћено да даје правне савете, пише различите поднеске и заступа физичка и правна лица, те је и члан одређеног удружења, тј. коморе. Честа грешка је што их поистовећују некад са правницима и дипломираним правницима. Адвокате треба разликовати и од постдипломских звања типа магистар и доктор наука. Забуна потиче и од самих адвоката, јер они понекад називају дипл. правнике колегама, али их не сматрају за колеге, већ инсистирају на својој титули, а на то гледају као на упућивање комплимента, слично као што професори зову студенте колегама. 
Улога адвоката се у великој мери разликује међу правним надлежностима, тако да се овде може третирати само на најопштији начин.

## Етимологија
Адвокат (м. лат. advocatus, од voco ad што значи позивам, у смислу позивам у помоћ.) је лице које је се, складно прописима државе у којој обавља делатност, бави адвокатуром. То најчешће подразумева заступање и саветовање физичких и правних лица пред државним органима и различитим институцијама.
Правосудни систем већине земаља се састоји од три међусобно независна али уско везана члана, то су судије, тужиоци и адвокати, с тим да овај поредак постоји само у кривичним и предкривичним процесима, док у другим нема тужиоца, у облику јавне функције. Из ових разлога у неким земљама дошло је до спајања адвоката и тужиоца.

## Адвокатска служба у Србији
Адвокатура је обављање адвокатске службе. Адвокатура је независна и самостална служба пружања правне помоћи физичким и правним лицима.

### Историјат
Савремена адвокатура установљена је у Србији Законом о јавним правозаступницима донетим на предлог Владе Илије Гарашанина 28. фебруара 1862. године за време владавине Кнеза Михаила Обреновића. Доношењем тог закона правна помоћ је поверена само школованим правницима, које у ово звање упише Министарство правде.
Своје прво Удружење јавни правозаступници су основали 1886. године а већ 1. јануара 1887. године покренули први стручни часопис у Србији под именом Бранич. Часопис од тада са извесним прекидима изазваним ратовима и недостатком финансијских средстава излази до данас, с тим што је у једном периоду после Другог светског рата излазио под називом Адвокатура. Овај часопис објавио је радове најпознатијих правних теоретичара и практичара из Југославије и света.
Савремени коморски систем уведен је у Србији Законом о адвокатури 1929. године када је и основана Адвокатска комора Београда, као обавезна асоцијација адвоката, која аутономно одлучује о упису нових чланова, води њихов Именик, прописује норме професионалног понашања и изриче санкције за њихово непоштовање, као и да води бригу о едукацији будућих адвоката.
Последњи закон који уређује ову област донет је 2011. године и објављен је у Службеном гласнику РС бр.31/2011, под називом Закон о Адвокатури.

## Услови за стицање звања
Да би неко постао адвокат мора да испуни следеће услове:
- Да стекне диплому Правног факултета;
- Да после завршеног правног факултета стекло радно искуство на пословима правне струке и то:

1. две године у суду, јавном тужилаштву, јавном правобранилаштву и адвокатури;
2. три године у органу за прекршаје, другом државном органу, органу територијалне аутономије и локалне самоуправе;
3. четири године у предузећу, установи или другој организацији;

- Након стеченог радног искуства потребно је да добије од судије, заменика тужиоца, правобраниоца, адвоката, односно Суда, Јавног тужилаштва, Јавног правобранилаштва, Адвокатске коморе или органа, предузећа, установе или друге организације, Потврду о радном искуству са ближим описом послова правне струке које је кандидат обављао.

Ако је испунио претходне услове онда може да се кандидује за полагање правосудног испита.
- Ако је положио правосудни испит, обраћа се помесној Адвокатској комори са молбом за пријем у исту и упис у именик адвокатске коморе.
- У случају позитивне одлуке коморе, кандидат добија Решење о упису у именик, Кодекс, и након свечаног полагања заклетве коначно постаје адвокат.

## Адвокатска тајна
Адвокат има обавезу и право да све што чује од свог клијента третира као службену тајну и није обавезан икоме да је саопшти. Из тог разлога се адвокат не може увек позивати као сведок, а адвокатске канцеларије имају посебан статус.
Из Закона о адвокатури:
Адвокат је дужан да, у складу са статутом адвокатске коморе и кодексом, чува као професионалну тајну и да се стара да то чине и лица запослена у његовој адвокатској канцеларији, све што му је странка или његов овлашћени представник поверио или што је у предмету у коме пружа правну помоћ на други начин сазнао или прибавио, у припреми, током и по престанку заступања. Обавеза чувања адвокатске тајне није временски ограничена. Начин чувања адвокатске тајне и поступање у вези са адвокатском тајном уређују се статутом адвокатске коморе и кодексом.
Адвокат, поред лекара, је особа коју, по народном веровању, никад не треба лагати.
Током праксе адвокати се обично специјализују за одређену област права, парницу, кривицу, ванпарницу, извршење, привреду, или неки други поступак.

## Надриписарство
Је кривично дело које се кажњава затворском казном, а то дело чини свако ко даје правне савете или пружа друге правне услуге уз накнаду, а нема одговарајућу стручну спрему. Овде треба водити рачуна о неколико ствари. На пример, дипл. правник може бесплатно давати савете или у оквиру свог радног места. Не може званично писати ни један поднесак за потребе других лица, која му за ту услугу плаћају, такође не може да заступа иког као пуномоћник пред судом или другим органом. Лице које има положен правосудни испит никада не може починити дело надриписарства.
У одређеним случајевима као што је ревизија, не може иста бити ни поднета ако није потписана и оверена печатом од стране адвоката искључиво.

## Адвокатске коморе
Адвокати се удружују у адвокатске коморе.

## Образовање
Образовни предуслови да се постане адвокат увелико се разликују од земље до земље. У неким земљама, право предаје правни факултет, који је одсек општег колеџа универзитета. Студенти права у тим земљама стичу диплому магистра или дипломираног правника. У неким земљама је уобичајено или чак неопходно да студенти стекну још једну диплому у исто време. Студирање права је често праћено низом напредних испита, приправништва и додатних курсева на посебним државним институтима.
У другим земљама, посебно у Великој Британији и САД, право се првенствено предаје на правним факултетима. У Америци, Америчка адвокатска комора одлучује које правне факултете ће одобрити и на тај начин који се сматрају најугледнијим. У Енглеској и Велсу мора се похађати курс за професионалну обуку адвоката (BPTC) да би се стекло право на рад и именовање за баристера. Студенти који одлуче да се баве неправним предметом на нивоу степена могу уместо тога да студирају за диплому из права (GDL) након дипломирања, пре него што започну курс правне праксе (LPC) или BPTC. У Сједињеним Државама и земљама по америчком моделу (као што је Канада са изузетком провинције Квебек) правни факултети су дипломске/професионалне школе где је диплома бачелор предуслов за пријем. Већина правних факултета је део универзитета, али неколико су независне институције. Правни факултети у Сједињеним Државама и Канади (са изузетком Универзитета Макгил) додељују дипломираним студентима диплому Ј.Д. (доктор права/доктор правних наука) (за разлику од дипломираног правника) као диплома практичара. Многе школе такође нуде постдокторске дипломе права, као што су LL.M (Legum Magister/магистар права) или S.J.D. (Scientiae Juridicae Doctor/доктор правних наука) за студенте заинтересоване да унапреде своја истраживачка знања и акредитиве у одређеној области права.
Методе и квалитет правног образовања се веома разликују. Неке земље захтевају опсежну клиничку обуку у облику приправништва или специјалних клиничких курсева. Други, попут Венецуеле, немају тај захтев. Неколико земаља радије предаје кроз додељено читање судских мишљења (метод књиге случајева) праћено интензивним унакрсним испитивањем од стране професора (Сократов метод). Многи други имају само предавања о веома апстрактним правним доктринама, што приморава младе адвокате да схвате како да заправо размишљају и пишу као адвокат на свом првом шегртовању (или послу). У зависности од земље, типична величина разреда могла би да се креће од пет студената на семинару до пет стотина у огромној предаваоници. У Сједињеним Државама, правни факултети одржавају малу величину одељења и као такви одобравају пријем на ограниченијој и конкурентнијој основи.